# 와타나베 제작소
와타나베 제작소(渡辺製作所)는 2003년까지 존재했던 동인 게임 서클이다. 대전 격투게임 등의 액션게임을 주로 만들었으며, 높은 게임 퀄리티로 TYPE-MOON, 이츠모노토코로(いつものところ) 등과 함께 20세기 말부터 2000년 초반까지의 동인서클 붐을 일으켰다.
2003년 2월을 기해 해체되었다. 발표된 게임의 저작권은 같은 서클의 멤버가 설립한 프랑스빵으로 넘어갔다.
1980년대에 패미컴이나 아케이드 게임용으로 나온 인기작품에 대한 오마주를 자주 하는 것이 작풍의 하나로 들 수 있다.

## 작품 리스트

### THE QUEEN OF HEART
THE QUEEN OF HEART '98
1998년 여름 코믹마켓에서 체험판이 배포되었고, 1998년 12월 30일(겨울 코믹마켓)에 제품판을 배포했다. 《투하트》 캐릭터들이 나오는 대전 격투게임이다. 컨슈머 게임 나름의 조작성과 뛰어난 캐릭터 동작, 그리고 ‘《투하트》의 캐릭터가 승룡권을 쓴다!’ 는 기획으로 주목을 받았다. 원래는 《툴러브 스토리》 베이스 게임으로 기획된 게임이다.
THE QUEEN OF HEART '99
1999년 12월 24일 배포. 4인 동시 대전이나 인터넷 대전도 포함시켜 《QOH'98》에서 크게 확장된 버전이다. 《투하트》에 《키즈아토》, 《시즈쿠》 등, Leaf 제작의 캐릭터가 추가되었다. ‘QOH 시리즈의 최고 걸작’이라는 호평을 받기도 한다.
THE QUEEN OF HEART '99 Second Edition
2000년 4월 23일 배포. 《QOH'99》의 추가 업데이트 디스크이다.
THE QUEEN OF HEART '99 with Second Edition
2001년 5월 24일 배포.《QOH'99》에 《'99SE》를 추가하여 게임 밸런스까지 조정한 QOH 시리즈의 마지막 작품이다.

### 그 외
- あゆちゃんパンチ!
- 魔物ハンター舞～少女の檻～
- PARTY's BREAKER
- えあふり 観鈴ちん危機一髪
- GLOVE ON FIGHT
- MELTY BLOOD